# Endeitoma serraticollis
Endeitoma serraticollis is een keversoort uit de familie somberkevers (Zopheridae). De wetenschappelijke naam van de soort werd in 1899 gepubliceerd door David Sharp.